# Miguel Palanca
Miguel Palanca Fernández, Palanca genannt, (* 18. Dezember 1987 in Tarragona, Spanien) ist ein spanischer ehemaliger Fußballspieler.

## Karriere
Palanca begann seine Laufbahn in der Jugend von Espanyol Barcelona. Bei den Katalanen feierte er am 29. April 2007 sein Debüt in der Profimannschaft, bei einem Meisterschaftsspiel gegen den FC Sevilla. Im Sommer 2008 wechselte Palanca zu Real Madrid Castilla. Am 13. Dezember 2008 feierte er schließlich auch bei Real Madrid sein Debüt im ersten Kader bei einem Meisterschaftsspiel gegen den FC Barcelona. Im August 2009 wurde er für ein Jahr an den Zweitligisten CD Castellón ausgeliehen. Ein Jahr später wechselte er zum FC Elche. Palanca spielt zumeist auf der Position des Stürmers oder rechten Mittelfeldspielers. Nachdem Miguel Palanca beim CD Numancia, dem australischen Adelaide United und Gimnàstic de Tarragona spielte, wechselte er zur Saison 2016/2017 nach Polen und unterschrieb einen 2-Jahres-Vertrag mit Korona Kielce. 2017 und 2018 spielte er bei Anorthosis Famagusta.
Mitte August 2018 wechselte Palanca zum Verein FC Goa in der Indian Super League. Am 31. Januar des folgenden Jahres kehrte er zu Gimnàstic de Tarragona zurück und unterschrieb dort einen Kurzzeitvertrag. Später im selben Jahr beendete er die Saison 2019/20 beim FC Andorra in der Segunda División B.
Am 20. September 2020 unterschrieb Palanca einen Zweijahresvertrag beim Klub Real Avilés aus der Tercera División. Er erlitt er jedoch am 13. Dezember 2020 im Spiel gegen CD Praviano einen Oberschenkelbruch, der sich als sein letztes Pflichtspiel herausstellen sollte. Im September 2021 gab er schließlich seinen endgültigen Rücktritt vom Fußball bekannt.